# Ли, Дэвид (волейболист)
Дэвид Кэмерон Ли (англ. David Cameron Lee; 8 марта 1982) — американский волейболист, центральный блокирующий сборной США.

## Биография
Ли родился в Алпайне, штат Калифорния. Он учился в средней школе Гранит-Хиллз в Эль-Кахон, штат Калифорния, до 2000 года.
Ли профессионально играл в Греции, России, Италии, Франции, Пуэрто-Рико, Португалии и Индонезии.

## Клубная карьера
- CSU Long Beach — 2001/2004
- Rennes Volley 35 — 2005/2006
- Халбанк — 2006/2008
- Модена — 2008/2009
- Локомотив (Новосибирск) — 2009/2010
- Кузбасс (Кемерово) — 2010/2011
- Динамо (Москва) — 2011/2012
- Зенит (Казань) — 2012/2013
- ВК Шанхай — 2013/2014
- Локомотив (Новосибирск) — 2014/2015
- ПАОК — 2016
- Зираат Банкасы — 2016 по наст.вр.

## Достижения

### Со сборной США
- Олимпийский чемпион — 2008
- Победитель Мировой Лиги — 2008 и 2014
- Бронзовый призёр Мировой Лиги — 2007
- Чемпион NORCECA — 2007 и 2013
- Вице-чемпион NORCECA — 2009 и 2011
- Серебряный призёр Панамериканских игр — 2007
- Лучший блокирующий чемпионата NORCECA — 2011

### С клубами
- Обладатель Кубка Европейской конфедерации — 2012
- Серебряный призёр чемпионата Турции — 2008
- Серебряный призёр чемпионата Китая — 2014
- Серебряный призёр чемпионата России — 2012
- Бронзовый призёр чемпионата России — 2013
- Финалист Кубка России — 2009, 2014